# Sistematica organica
La sistematica organica è la suddivisione delle sostanze organiche in classi, definite dai gruppi funzionali che le molecole presentano nella loro struttura.
In genere, l'insieme di molecole contraddistinte da un dato gruppo funzionale – o da una data combinazione di gruppi funzionali – presenta proprietà chimico-fisiche e reattività chimica omogenee, ed analoghe modalità di preparazione.